# Worksop
Worksop est une ville d'Angleterre, située dans le district non-métropolitain de Bassetlaw, dans le Nottinghamshire.

## Personnalités
- Bruce Dickinson, chanteur du groupe Iron Maiden, né le 7 août 1958 à Worksop
- Donald Pleasence, acteur, chanteur, narrateur, né le 5 octobre 1919 à Worksop
- Lee Westwood, golfeur, né à Worksop
- Graham Taylor, footballeur et entraîneur, né et décédé à Worksop
- Chikodili Emelumadu, écrivaine de fiction spéculative britannique et nigériane